# Coaxana
Coaxana är ett släkte i familjen flockblommiga växter. Det beskrevs av John Merle Coulter och Joseph Nelson Rose 1895.

## Arter
Släktet omfattar två arter i Centralamerika:
- Coaxana bambusioides Mathias & Constance
- Coaxana purpurea J.M.Coult. & Rose